# وي ويلي وينكي (فلم)
وي ويلي وينكي (بالإنجليزية: Wee Willie Winkie) هو فيلم أبيض وأسود درامي مغامرات أمريكي إنتاج عام 1937 من إخراج جون فورد وبطولة شيرلي تيمبل وفيكتور مكلاغلن وسيزار روميرو. استند سيناريو جوليان جوزيفسون وإرنست باسكال إلى قصة روديارد كبلينغ، تتعلق قصة الفيلم بالوجود البريطاني في الهند في القرن التاسع عشر. تم تصوير الإنتاج إلى حد كبير في ايفرسون موفي رانش في تشاتسوورث، كاليفورنيا، حيث تم بناء عدد من المجموعات المتقنة للفيلم.
تم ترشيح ويليام إس. دارلينغ وديفيد س. هول لجائزة الأوسكار لأفضل إخراج فني في حفل توزيع جوائز الأوسكار العاشر 1937. يلاحظ عدم وجود أي أغنية أو رقصات متقنة كانت قد أصبحت من العناصر الأساسية في أفلام توينتيث سينشوري ستوديوز.

## أحداث الفيلم
أثناء الراج البريطاني، كان الرقيب دونالد ماكدف يرافق جويس ويليامز أرملة فقيرة وابنتها الصغيرة بريسيلا، إلى موقع عسكري على الحدود الشمالية للهند المحتلة البريطانية للعيش مع والد زوجها الصارم الكولونيل ويليامز. على طول الطريق شهدوا القبض على قائد المناضل خودا خان. وسرعان ما فازت بريسيلا ، الملقب بـ "وي ويلي وينكي" من قبل ماكدف ، بقلوب جميع الجنود وخاصة جدها وماكدوف ؛ حتى خودا خان تأثرت بزياراتها لتشجيعه في الأسر. في هذه الأثناء ، تتودد والدتها من قبل الملازم براندس.
يتم إنقاذ خودا خان من قبل رجاله في مداهمة ليلية واندلاع شجار. أصيب ماكدف بجروح قاتلة أثناء تواجده في دورية. مات في المستشفى بينما كان بريسيلا يغني له "Auld Lang Syne". تقرر بريسيلا إقناع خودا خان بالتوقف عن القتال عندما يقوم محمد ديهن، الجندي الذي هو في الواقع جاسوس خان، بتهريبها خارج القاعدة ويأخذها إلى قلعة المتمردين الجبلية. خان مسرور جدا يعتقد أن العقيد سيحضر فوجه بالكامل في محاولة يائسة لإنقاذها.
يوقف الكولونيل ويليامز قوته خارج النطاق ويمشي بمفرده إلى المدخل. يبدأ عدد قليل من رجال خان في إطلاق النار على ويليامز ، وتندفع بريسيلا إلى جانب جدها. تأثر خان بشجاعة العقيد وتعاطفه تجاه الطفلة بريسيلا، وأمر رجاله بالتوقف عن إطلاق النار. يوافق على التفاوض وتنتهي الحرب.

## فريق التمثيل
- شيرلي تيمبل في دور بريسيلا "وينكي" ويليامز
- فيكتور ماكلاغلن في دور الرقيب دونالد ماكدوف
- ج. أوبري سميث في دور العقيد ويليامز
- سيزار روميرو في دور خودا خان
- يونيو لانج في دور جويس ويليامز
- مايكل والين في دور الملازم "كوبي" براندس
- كونستانس كولير في دور السيدة ألارديس
- دوغلاس سكوت في دور موت
- جافين موير في دور النقيب بيبيربيغ
- ويلي فونغ في دور محمد دين
- براندون هيرست في دور باجبي
- ليونيل بابي في دور الرائد ألارديس
- كلايد كوك في دور عازف مزمار
- لوري بيتي في دور إلسي ألارديس
- ليونيل براهام في دور اللواء هاموند
- ماري فوربس في دور السيدة ماكموناتشي
- سيريل ماكلاجلن في دور العريف. توميل
- بات سومرست في دور ضابط
- هيكتور ف. سارنو في دور سائق
- هاري تينبروك في دور جندي (غير معتمد)

## روابط خارجية
- Wee Willie Winkie  في قاعدة بيانات الأفلام على الإنترنت (بالإنجليزية)
- Wee Willie Winkie في قاعدة بيانات تيرنر كلاسيك موفيز للأفلام.
- وي ويلي وينكي على موقع أول موفي.
- Wee Willie Winkie على فهرس معهد الفيلم الأمريكي
- Wee Willie Winkie at the Iverson Movie Ranch
- Iverson Movie Ranch: History, vintage photos.